# Hôtel de Montfort
Pour les articles homonymes, voir Montfort.
L'hôtel Montfort puis du Prince Charles est un hôtel particulier situé à Senones, en France.

## Localisation
Compris au sein de la commune de Senones, le monument est situé 6 place Clémenceau dans le département des Vosges en région Grand Est. 

## Historique
Les jardins du Prince Charles se trouvaient sur une plateforme élevée où Charles Messier, un astronome et passionné de la recherche de comètes, y a effectué des observations en 1772.

## Description
L'escalier construit durant la troisième période du XVIIIe siècle est fait de grès rouge. Il est orné d'une rampe en fer forgé qui sert également de garde-corps le long de la terrasse.
Au niveau de la première plateforme, on peut observer un bassin conçu spécialement pour épouser la forme incurvée d'une alcôve. Au milieu de cette alcôve, sous un dôme en forme de cul-de-four richement orné d'une coquille, se trouve le point d'origine de l'eau. Celle-ci surgit de la bouche d'un poisson vertical.

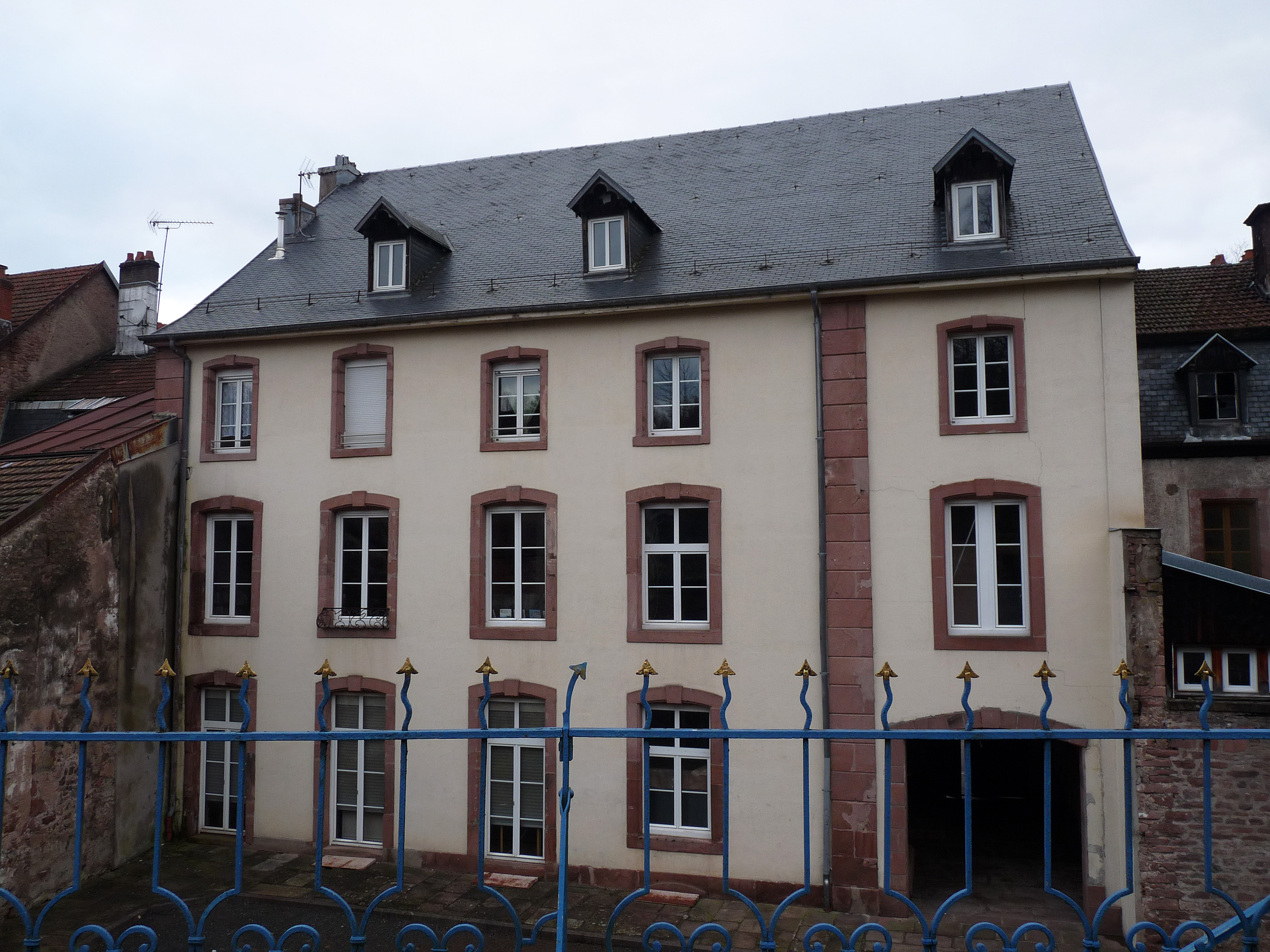
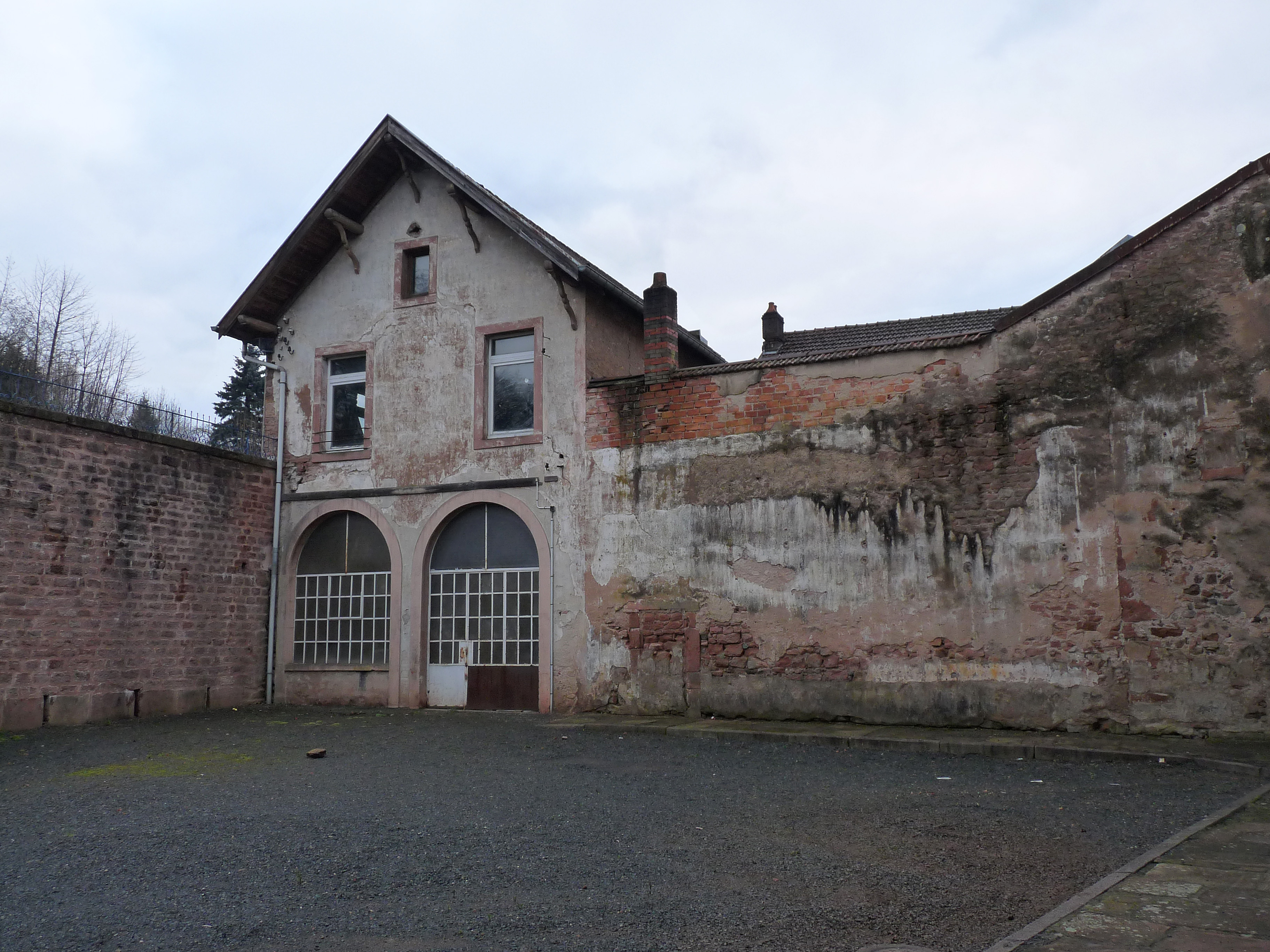
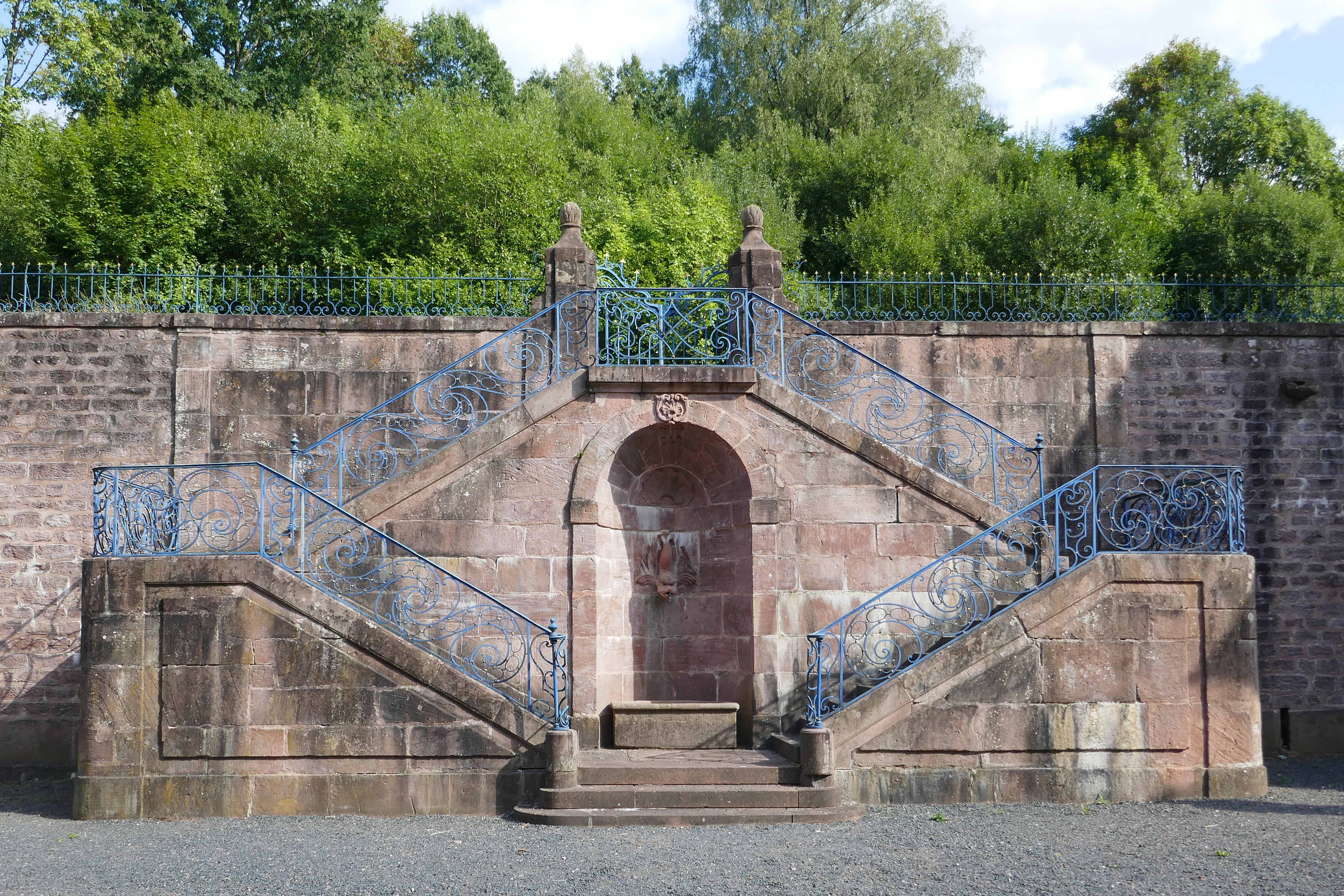
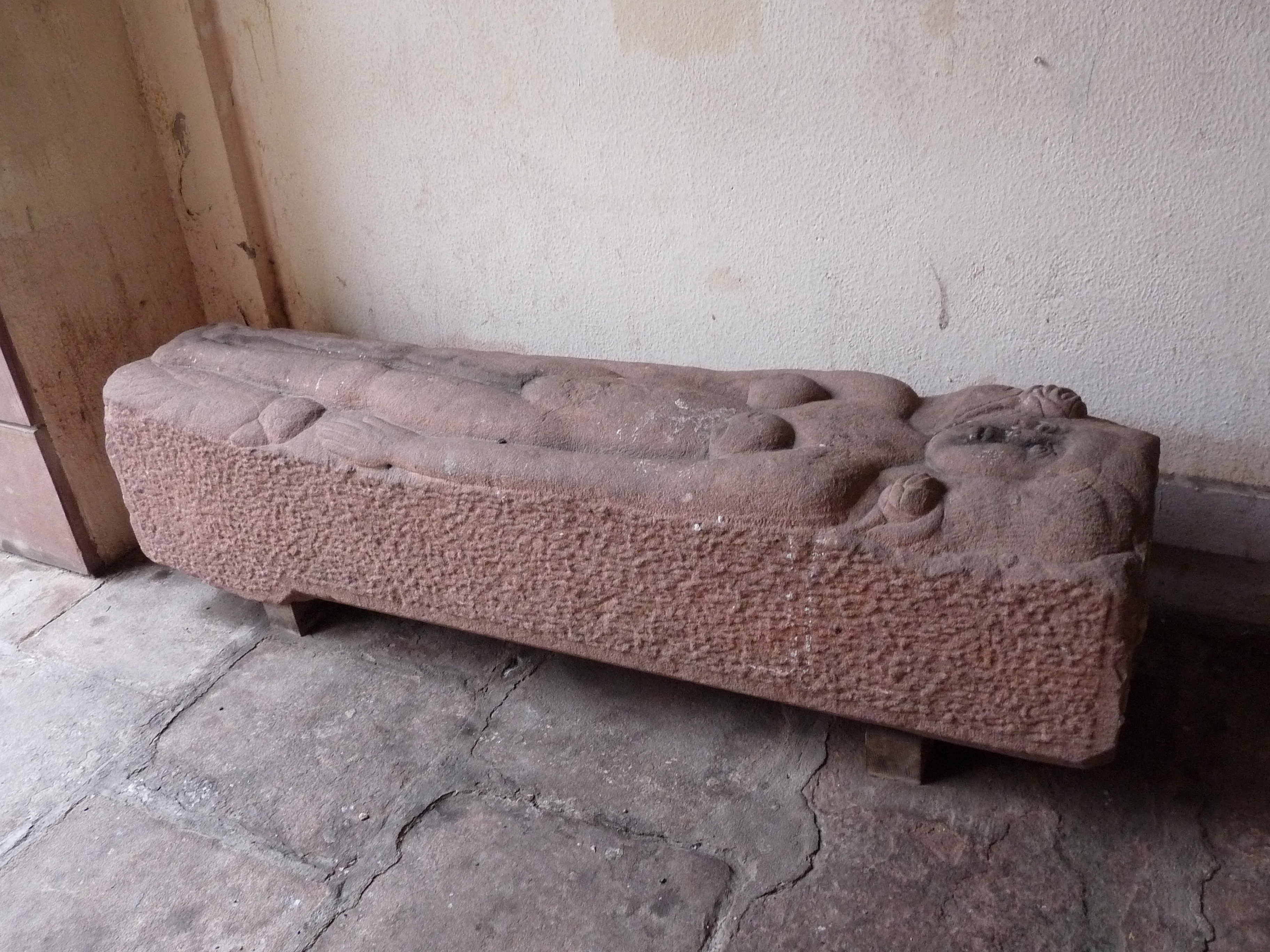

## Protection
L'hôtel de Montfort est inscrit et classé partiellement au titre des monuments historiques par arrêté du 21 décembre 1982.
Les jardins du Prince Charles sont inscrits au titre des monuments historiques par arrêté du 22 octobre 1991.